# جيريمياه ارين
جيريمياه ارين (بالإنجليزية: Jeremiah Warren)‏ هو لاعب كرة قدم أمريكية أمريكي، ولد في 20 سبتمبر 1987 في بنما سيتي في الولايات المتحدة.

## وصلات خارجية
- جيريمياه ارين على موقع مرجع كرة القدم المحترفة.كوم (الإنجليزية)